# Spilanthes mauritiana
Spilanthes mauritiana là một loài thực vật có hoa trong họ Cúc. Loài này được (A.Rich. ex Pers.) DC. miêu tả khoa học đầu tiên năm 1836.